# Corporal de Bolsena

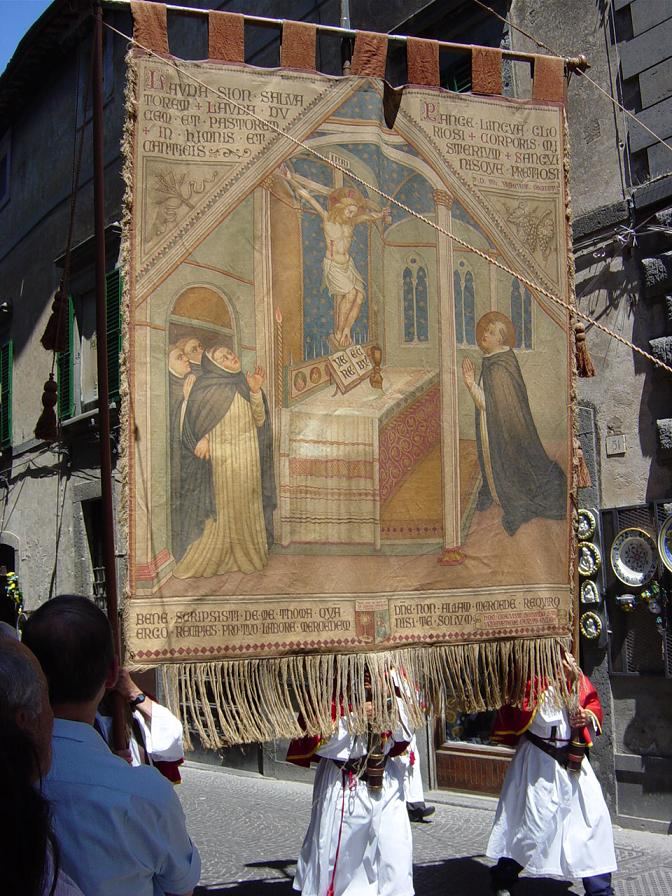
Un tapís que representa el miracle de Bolsena com a part de la processó del Corpus a Orvieto.

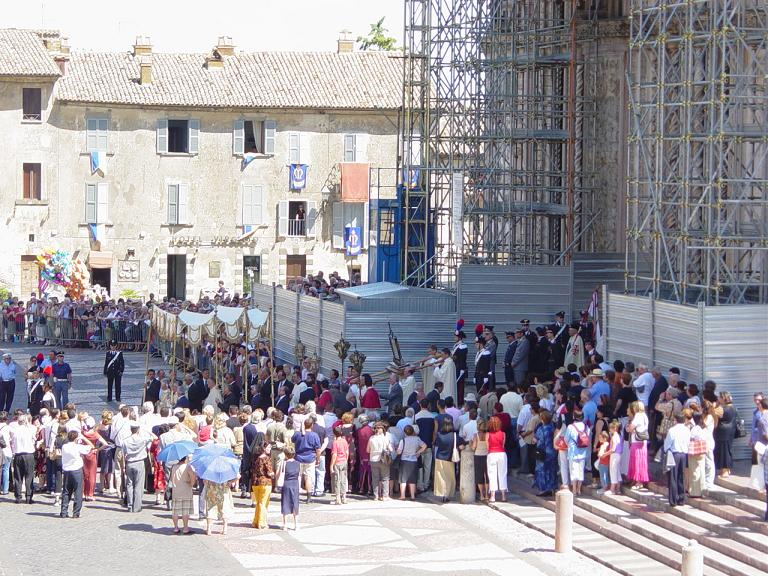
El caporal de Bolsena a la Catedral d'Orvieto en el marc de les celebracions de Corpus Christi

El corporal de Bolsena és una peça de roba que data d'un miracle eucarístic del 1263 a la ciutat italiana de Bolsena quan una hòstia consagrada hauria començat a sagnar sobre el corporal. L'aparició de sang va ser vista com un miracle per afirmar la doctrina catòlica romana de la transubstanciació. El corporal és una petita tela sobre la qual es posa l'hòstia i el calze durant el cànon de la missa.

## Relat
El sacerdot Pere de Praga pelegrinava entre el 1263 i el 1264 a Roma per visitar relíquies sagrades de renom i així aconseguir indulgències en el que era una pràctica habitual a l'edat mitjana. De camí, es va aturar a Bolsena per pregar al santuari de Santa Cristina i celebrar missa. Durant la celebració va tenir dubtes sobre la transsubstanciació, i sobre si ell era digne de dur a terme aquell miracle. Segons la doctrina cristiana això significa que el pa i el vi es converteixen en el cos i la sang de Crist durant la missa tot i mantenir la mateixa aparença. En aquest context en el moment de la consagració es produí el sagnat miraculós de l'hòstia i la sang va xopar el corporal formant una forma que es va interpretar com el rostre de Crist. La sang també va tacar el marbre de l'escala de l'altar.
El mossèn i els testimonis del miracle van anar a Orvieto a explicar el que havia passat al papa Urbà IV. El pontífex demanar al bisbe d'Orvieto, Tomàs d'Aquino i al franciscà Bonaventura de Bagnoregio que anessin a Bolsena per comprovar els fets i agafar les relíquies. Van portar el corporal tacata de sang que es va quedar a la catedral d'Orvieto mentre que Bolsena es va quedar les escales tacades.

## Història
El Papa Urbà IV no en fa cap esment en la butlla per la qual va establir la festa de Corpus Christi, tot i que la llegenda del miracle es va fixar durant la seva vida i hauria estat determinant en l'establiment de la festa. El miracle de Bolsena apareix en la inscripció en una llosa de marbre vermell a l'església de Santa Cristina, i és de data posterior a la canonització de sant Tomàs d'Aquino (1328). El registre més antic del miracle es troba en les representacions esmalts que adornen el front del reliquiari fet per l'orfebre sienès Ugolino di Vieri el 1337–1338. Algunes fonts apunten que el primer relat seria del segle xiv en un dels informes sobre hòsties sagnants que hi havia en el context de la difusió de la nova festivitat del Corpus Christi.
El 1344, el papa Climent VI, referint-se a aquesta qüestió en un breu apostòlic, utilitza només les paraules propter miraculum aliquod ("a causa d'algun miracle") (Pennazzi, 367). Gregori XI, en un breu document del 25 de juny de 1337, fa un breu relat del miracle. Les referències més importants són posteriors (1435), als sermons del predicador dominicà Leonardo Mattei d'Udine ("In festo Corp. Christi ", xiv, ed. Venècia, 1652, 59) i Antoní de Florència (Chronica, III, 19, xiii, 1). Aquest últim, però, no diu, com afirma la llegenda local, que el sacerdot va dubtar de la presència real de Crist en l'Eucaristia, però, sí que algunes gotes del calze van caure sobre el cos. Per a la resta, llegendes similars del "cos tenyit de sang" són força freqüents en les col·leccions de llegendes fins i tot anteriors al segle xiv, i coincideixen amb les grans polèmiques eucarístiques del segle IX al XII.
A principis del segle XXI es conserva el corporal de Bolsena en un ric reliquiari a la catedral. Les taques vermelloses de la tela, en observar-les de prop, mostren el perfil d'una cara semblant a les que tradicionalment representen Jesucrist.

## Devoció
Hi ha un fresc en una sala del Palau Vaticà, titulada La missa de Bolsena, pintada pel pintor renaixentista Rafael, sobre aquest esdeveniment.
L'Església Catòlica Romana considera el "miracle de Bolsena" com una revelació privada, el que significa que els catòlics no tenen l'obligació de creure-ho, encara que ho puguin fer lliurement.